# 羅鴻 (明朝)
羅鴻（1520年—？），字廷猷，號順軒，廣東廣州府南海縣人，民籍，明朝政治人物。

## 生平
嘉靖二十五年丙午科廣東鄉試第四名。嘉靖二十六年（1547年），登第三甲第一百零四名進士。吏部觀政，歷官直隸常熟縣知縣。召授雲南道御史。

## 家族
曾祖羅維政；祖父羅珊，知縣；父羅憲，貢士。母陳氏。子裕長、裕新、裕登。